# Jo Zwaan

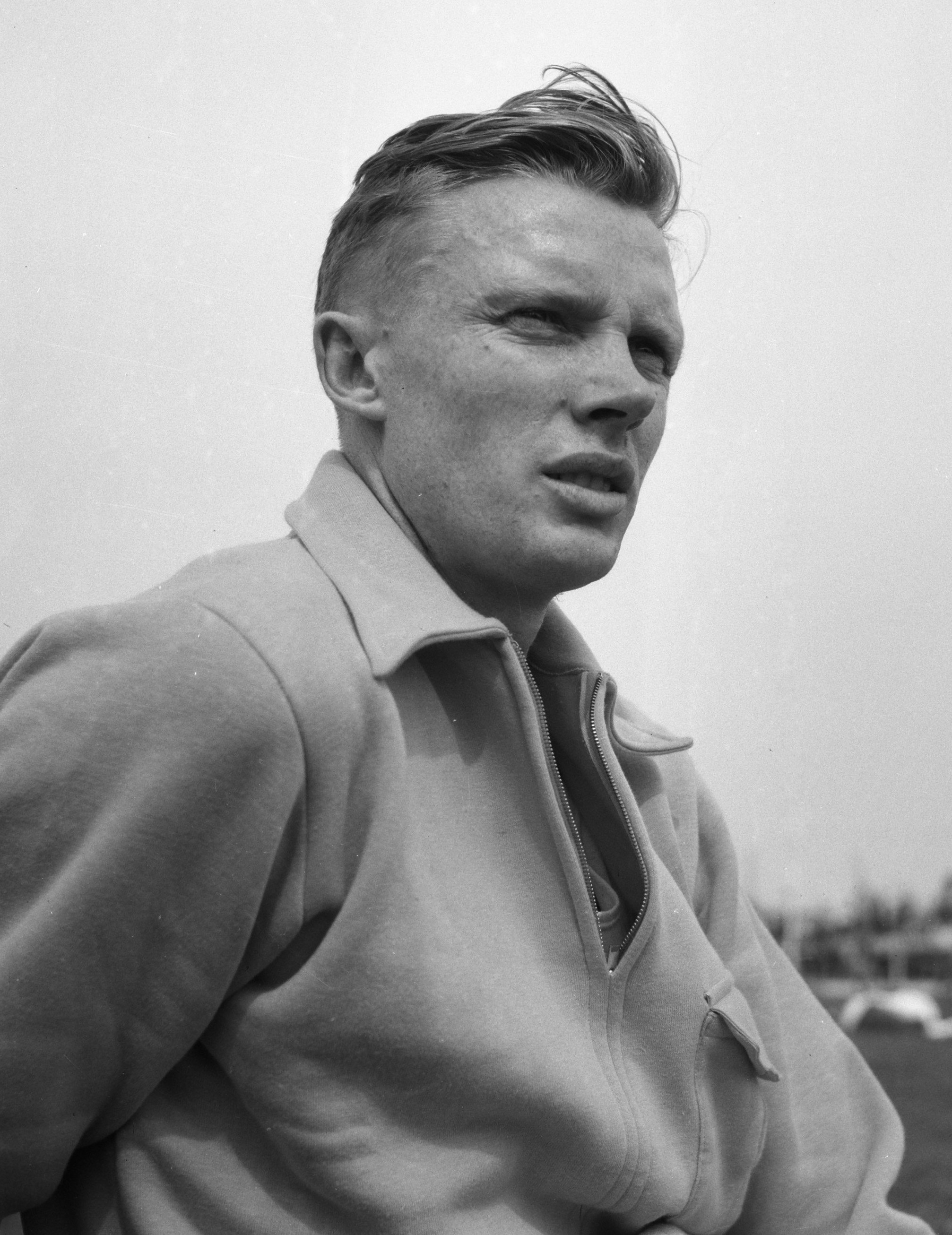
Jo Zwaan, 1950

Jo Zwaan (eigentlich Johan Gerard Zwaan; * 11. November 1922 in Amsterdam; † 5. Februar 2012 in Diemen) war ein niederländischer Sprinter.
1946 erreichte er bei den Leichtathletik-Europameisterschaften in Oslo über 100 m das Halbfinale und wurde Vierter in der 4-mal-100-Meter-Staffel.
Bei den Olympischen Spielen in London schied er über 100 m im Vorlauf aus und wurde Sechster in der 4-mal-100-Meter-Staffel.
1948 wurde er Niederländischer Meister über 100 m. Seine persönliche Bestzeit über diese Distanz von 10,6 s stellte er 1943 auf.
Sein Bruder Jan Zwaan war als Hürdenläufer erfolgreich.